# سیوداد رودریگو
سیوداد رودریگو (به اسپانیایی: Ciudad Rodrigo) یک منطقهٔ مسکونی در اسپانیا است که در سالامانکا واقع شده‌است. سیوداد رودریگو ۲۴۰ کیلومتر مربع مساحت دارد ۶۵۸ متر بالاتر از سطح دریا واقع شده‌است.

## خواهرخوانده
شهرهای ویزئو و آویرو خواهرخوانده‌های سیوداد رودریگو هستند.